# Charles Augustus Milverton
Pour plus de détails, voir Fiche technique et Distribution.
Charles Augustus Milverton est un film britannique réalisé par George Ridgwell, sorti en 1922.

## Synopsis
Sherlock Holmes est chargé de mettre fin aux activités de maître-chanteur de Charles Auguste Milverton.

## Fiche technique
- Titre original : Charles Augustus Milverton
- Réalisation : George Ridgwell
- Scénario : Geoffrey H. Malins et Patrick L. Mannock, d'après la nouvelle Charles Auguste Milverton d'Arthur Conan Doyle
- Adaptation : George Ridgwell
- Direction artistique : Walter W. Murton
- Photographie : Alfred H. Moise
- Montage : Leslie Britain
- Société de production : Stoll Picture Productions
- Société de distribution : Stoll Picture Productions
- Pays d'origine :  Royaume-Uni
- Langue originale : anglais
- Format : noir et blanc — 35 mm — 1,37:1 — Film muet
- Genre : Film policier
- Durée : deux bobines
- Date de sortie :
  - Royaume-Uni : mars 1922

## Distribution
- Eille Norwood : Sherlock Holmes
- Hubert Willis : Docteur Watson
- Teddy Arundell : Inspecteur Hopkins
- George Foley : Milverton
- Harry Worth : le majordome
- Toni Edgar-Bruce : Lady Eva Bracknell
- Madame d'Esterre : Mme Hudson
- Edith Bishop : la servante